# Hypnum bicolor
Hypnum bicolor là một loài Rêu trong họ Hypnaceae. Loài này được Bél. mô tả khoa học đầu tiên năm 1834.